# 高雄市公車自由幹線
高雄市公車自由幹線（92），由漢程客運營運。起點為金獅湖站，終點為高雄車站（站東路）。

本路線曾因行經高雄年貨大街－三鳳中街周邊，曾被高雄市政府納入「10大精選年貨公車」路線之一。

## 歷史
- 2014年1月1日：高雄市公車民營化，本線由漢程客運營運。
- 2016年1月18日：因國際油價下跌，自主加開第一波公車班次。
- 2016年2月16日：因國際油價下跌，自主加開第二波公車班次。[3]
- 2016年9月1日：取消自主加開公車班次，恢復原班表行駛。
- 2017年12月1日：試辦92B路線繞駛「捷運凹子底站」。
- 2018年3月1日：試辦92B路線，搭乘人數不如預期，取消並恢復成原路線行駛。
- 2018年5月1日：試辦平日4班次繞駛九如二路，增加停靠「自由路口（九如二路）」站。
- 2018年7月1日：試辦繞駛九如二路，搭乘人數不如預期，取消繞駛。
- 2019年2月22日：新增「林森路口」站。
- 2019年8月21日：新增「臺鐵三塊厝站（自立路）」。
- 2021年9月1日：「高客自立站」更名為「自立十全路口」、「高雄火車站（同愛街口）」更名為「高雄車站（建國路）」、「林森路口」站更名為「建國林森路口」。
- 2023年8月30日：自由幹線（92）起點站改至金獅湖站，迄點站改至復興一路，並取消「三民國中」站至「高雄車站（建國路）」間路線停靠。
- 2024年3月18日：取消「復興一路」北向站位，新增「高雄車站（站東路）」站及「大連街口」東向站位。

## 歷史配車

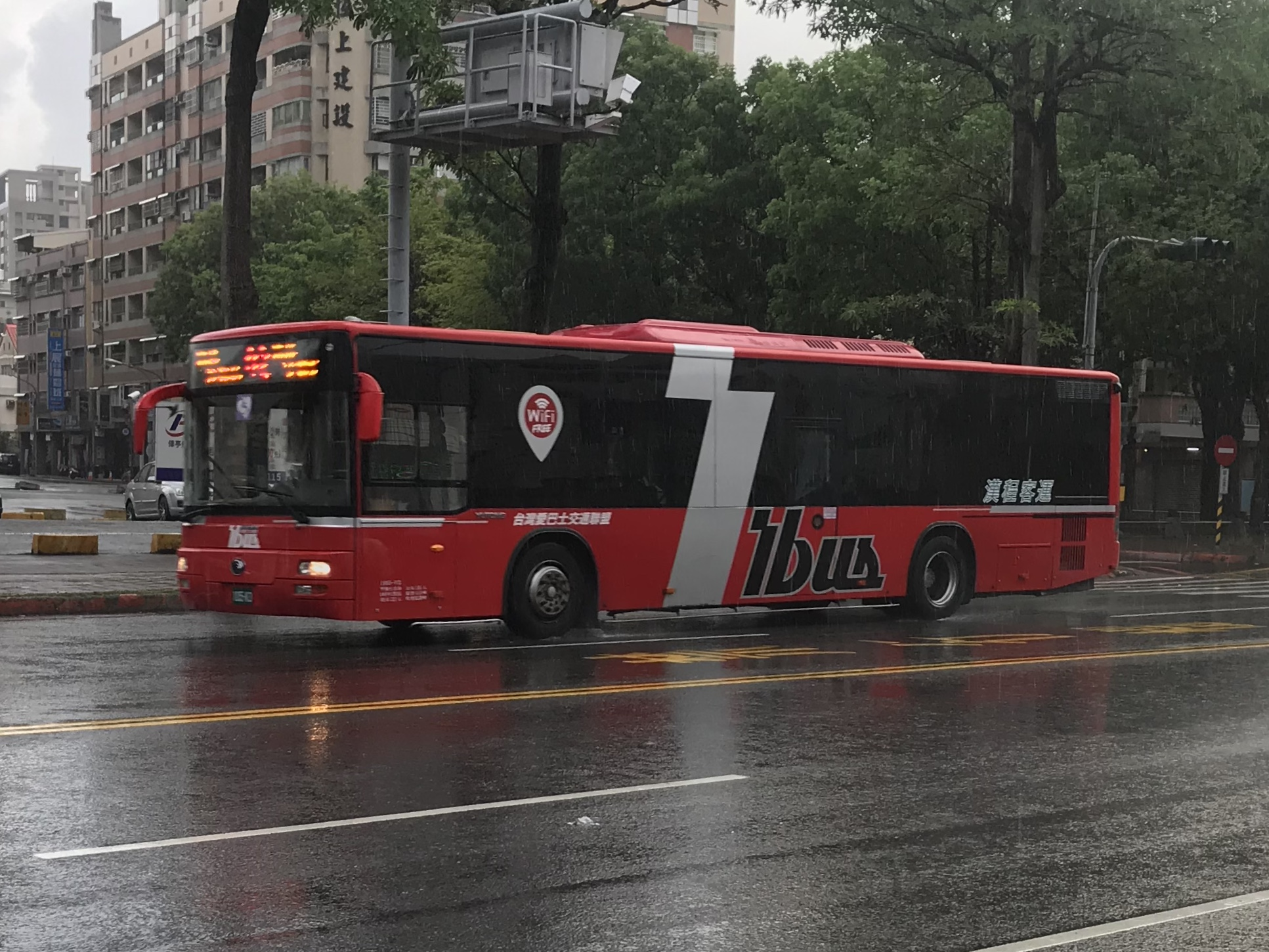
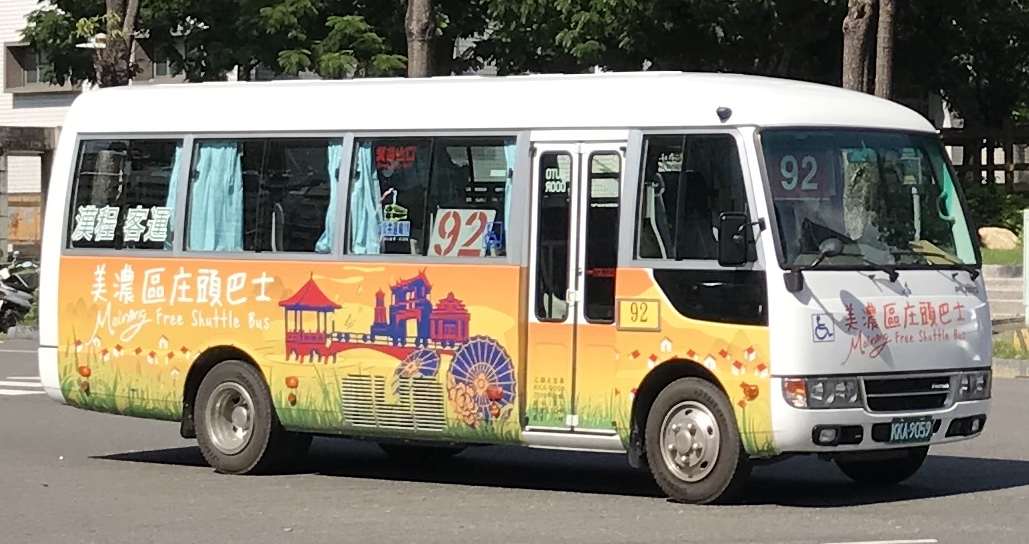
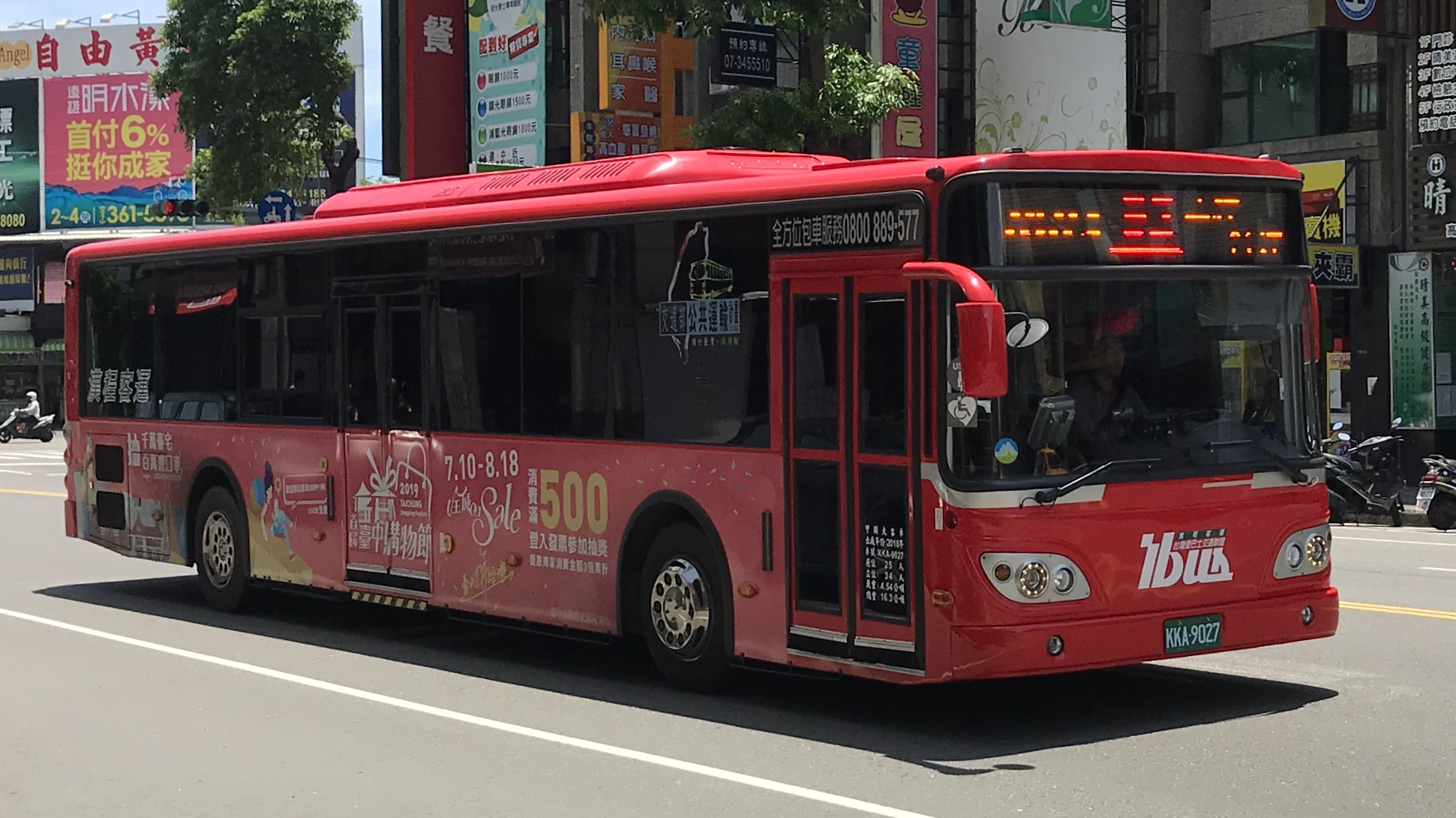

## 停站
參見右側路線圖